# 1968 en Colombie-Britannique
Chronologie de la Colombie-Britannique
- 1964
- 1965
- 1966
- 1967
- 1968
- 1969
- 1970
- 1971
- 1972

Cette page concerne des événements qui se sont produits durant l'année 1968 dans la province canadienne de Colombie-Britannique.

## Politique
- Premier ministre : W.A.C. Bennett.
- Chef de l'Opposition : Robert Strachan du Nouveau Parti démocratique de la Colombie-Britannique
- Lieutenant-gouverneur : George R. Pearkes puis John Robert Nicholson
- Législature :

## Événements
- Mise en service :
  - à Hudson Hope du  W. A. C. Bennett Dam , barrage hydroélectrique (2730 MW)  en remblai de terre d'une longueur de 2000 mètres avec une plus grande hauteur de 191 mètres[1].
  - à Castlegar du  Hugh Keenleyside Dam , barrage hydroélectrique (185 MW) et de régulation de flux sur la Columbia river [2].
  - De l'  Aérogare national de l'aéroport de Vancouver à Richmond [3].
  - A Vancouver :
    - du 1075 West Georgia, 1075 West Georgia Street, immeuble de bureaux à structure béton de 103.63 mètres de hauteur (27 étages)[4].
    - du 1177 West Hastings, 1177 West Hastings Street, immeuble de bureaux à structure béton de 104 mètres de hauteur (27 étages)[5].
- Le Conseil des arts du Canada accorde une bourse de 3500$ à Joachim Foikis de Vancouver "pour raviver l'ancienne et célèbre tradition du " bouffon de ville ".

## Naissances
- 19 janvier à North Vancouver : Matt Hill, acteur canadien

- 28 décembre à Victoria (Colombie-Britannique) : Darren Barber,  rameur d'aviron canadien.